# Villanova Monferrato
Villanova Monferrato és un municipi situat al territori de la província d'Alessandria, a la regió del Piemont, (Itàlia).
Villanova Monferrato limita amb els municipis de Balzola, Caresana, Casale Monferrato, Motta de' Conti, Rive i Stroppiana.